# North West Counties Football League
De North West Counties Football League is een Engelse voetbalcompetitie voor clubs uit de regio Noordwest-Engeland. In het verleden hebben echter ook clubs uit Noord-Wales meegespeeld in de competitie. De competitie bestaat uit twee divisies, de Premier Division en Division One, en maakt deel uit van het negende en tiende niveau van de Engelse voetbalpiramide.

## Geschiedenis
De competitie werd opgericht in 1982 door een fusie tussen de Cheshire County League en de Lancashire Combination. In eerste instantie bestond de competitie uit drie divisies, maar in 1987 werd dit aantal teruggebracht naar twee, (gedeeltelijk) omdat er in de Northern Premier League een extra divisie kwam. Tegelijkertijd kreeg de competitie ook te maken met promotie en degradatie. Voortaan zou of de kampioen of de nummer twee van de Premier Division promoveren naar de Northern Premier League, mits de betreffende club aan de facilitaire eisen kon voldoen.
Vanuit zes verschillende competities worden clubs geleverd die in de North West Counties League kunnen gaan spelen, namelijk de Cheshire Association League, de Liverpool County Premier League, de West Cheshire Amateur League, de Staffordshire County Senior League, de West Lancashire League en de Manchester League. Iedere kampioen van deze competities komt in aanmerking voor promotie als aan bepaalde criteria kan worden voldaan.
De enige club die sinds de oprichting van de competitie in hoogste divisie uitkomt is St Helens Town. Drie clubs kwam ooit uit in de Football League, namelijk Glossop North End, Nelson en Darwen FC (inmiddels heropgericht als AFC Darwen). Accrington Stanley, dat ooit in de North West Counties League uitkwam, speelt tegenwoordig in de Football League.
Op 23 april 2006 waren er 6.023 toeschouwers aanwezig bij een Division Two-wedstrijd tussen FC United of Manchester en Great Harwood Town. Dit record is sindsdien in de hele competitie niet meer verbroken.

## Kampioenen

### Periode 1982-87
| Seizoen | Division One       | Division Two      | Division Three      |
| ------- | ------------------ | ----------------- | ------------------- |
| 1982/83 | Burscough          | Radcliffe Borough | Colne Dynamoes      |
| 1983/84 | Stalybridge Celtic | Fleetwood Town    | Clitheroe           |
| 1984/85 | Radcliffe Borough  | Clitheroe         | Kirkby Town         |
| 1985/86 | Clitheroe          | Kirkby Town       | Blackpool Mechanics |
| 1986/87 | Stalybridge Celtic | Droylsden         | Atherton Collieries |

### Periode 1987-2008
| Seizoen | Division One             | Division Two            |
| ------- | ------------------------ | ----------------------- |
| 1987/88 | Colne Dynamoes           | Ashton United           |
| 1988/89 | Rossendale United        | Vauxhall G M            |
| 1989/90 | Warrington Town          | Maine Road              |
| 1990/91 | Knowsley United          | Great Harwood Town      |
| 1991/92 | Ashton United            | Bamber Bridge           |
| 1992/93 | Atherton Laburnum Rovers | Maghull                 |
| 1993/94 | Atherton Laburnum Rovers | Haslingden              |
| 1994/95 | Bradford Park Avenue     | Flixton                 |
| 1995/96 | Flixton                  | Vauxhall G M            |
| 1996/97 | Trafford                 | Ramsbottom United       |
| 1997/98 | Kidsgrove Athletic       | Oldham Town             |
| 1998/99 | Workington               | Fleetwood Freeport      |
| 1999/00 | Vauxhall Motors          | Woodley Sports          |
| 2000/01 | Rossendale United        | Warrington Town         |
| 2001/02 | Kidsgrove Athletic       | Stand Athletic          |
| 2002/03 | Prescot Cables           | Bacup Borough           |
| 2003/04 | Clitheroe                | Colne                   |
| 2004/05 | Fleetwood Town           | Cammell Laird           |
| 2005/06 | Cammell Laird            | FC United of Manchester |
| 2006/07 | FC United of Manchester  | Winsford United         |
| 2007/08 | Trafford                 | New Mills               |

### Periode 2008-heden
In het seizoen 2008/09 werd Division One veranderd in de Premier Division en Division Two werd Division One.
| Seizoen | Premier Division  | Division One     |
| ------- | ----------------- | ---------------- |
| 2008/09 | AFC Fylde         | Bootle           |
| 2009/10 | Newcastle Town    | Stone Dominoes   |
| 2010/11 | New Mills         | AFC Blackpool    |
| 2011/12 | Ramsbottom United | Wigan Robin Park |
| 2012/13 | Padiham           | Formby           |
| 2013/14 | Norton United     | Nelson           |